# Макшеева, Варвара Дмитриевна
Варва́ра Дмитриевна Макше́ева (в замужестве Бистром; 1822 год, Вологда — между 1865 и 1885 годом) — русская поэтесса.
В энциклопедическом словаре Брокгауза и Ефрона её отчество ошибочно указано как Петро́вна, а годы жизни указаны — 1814—1880.

## Биография
Родилась в семье помещика, владельца богатой библиотеки и переводчика Д. М. Макшеева. Получила домашнее образование в имении Нижнее Осаново.
Входила в литературный кружок Ф. Н. Фортунатова. Ей посвящено ряд стихотворений («К поэту», «Я одинок») находившегося в ссылке в Вологде поэта В. И. Соколовского.
Позднее была смотрительницей детских приютов в Вологде.

## Творчество
Первые стихотворения Варвары Макшеевой опубликованы рядом с произведениями В. И. Соколовского в «Одесском альманахе» («Поэту», «Всегда я любила час полночи сладкой»).
Её стихи также печатались в «Библиотеке для чтения» («К сердцу», «Мечта»), «Галатее» С. Е. Раича, («Утешение матери на смерть дочери»), «Маяке» («Думы поэта»), «Москвитянине»  («Новоезерский монастырь»), «Литературных Прибавлениях к Русскому Инвалиду», «Одесском Альманахе», «Сыне Отечества» и других периодических изданиях и сборниках..
В её стихах обнаруживается влияние А. Ламартина.

## Издания
- Поэты Вологодского края: XIX в. Ч. I. Вологда, 2005.